# María José Lora
María José Lora Loayza, née le 15 août 1990 à Trujillo au Pérou, est une actrice et mannequin péruvienne. Elle a notamment remporté le titre de Miss Grand International 2017. Elle est la première femme sud-américaine à remporter ce titre.

## Biographie
María José Lora est originaire de Trujillo.
Elle a un diplôme d'administration des affaires de l'Irvine Valley College.

### Carrières

#### Mannequin
En 2017,  María José Lora gagne le concours de beauté Miss Grand International, devenant ainsi la première mannequin péruvienne à remporter ce titre avant Luciana Fuster en 2023. 

#### Agente immobilière
Au delà du mannequinat, María José Lora privilégie sa carrière d'agente immobilière aux États-Unis ou elle est engagée dans le secteur immobilier, collaborant avec The Sunny Narang Group à Los Angeles.